# Трегубово (городской округ Озёры)
Трегубово — деревня в городском округе Озёры Московской области России. Население — 9 чел. (2015).

## География
Расположена в восточной части района, примерно в 13,5 км к северо-востоку от центра города Озёры, на правом берегу реки Оки. В деревне три улицы — Прибрежная, Причальная и Тихая, зарегистрировано садовое товарищество. 

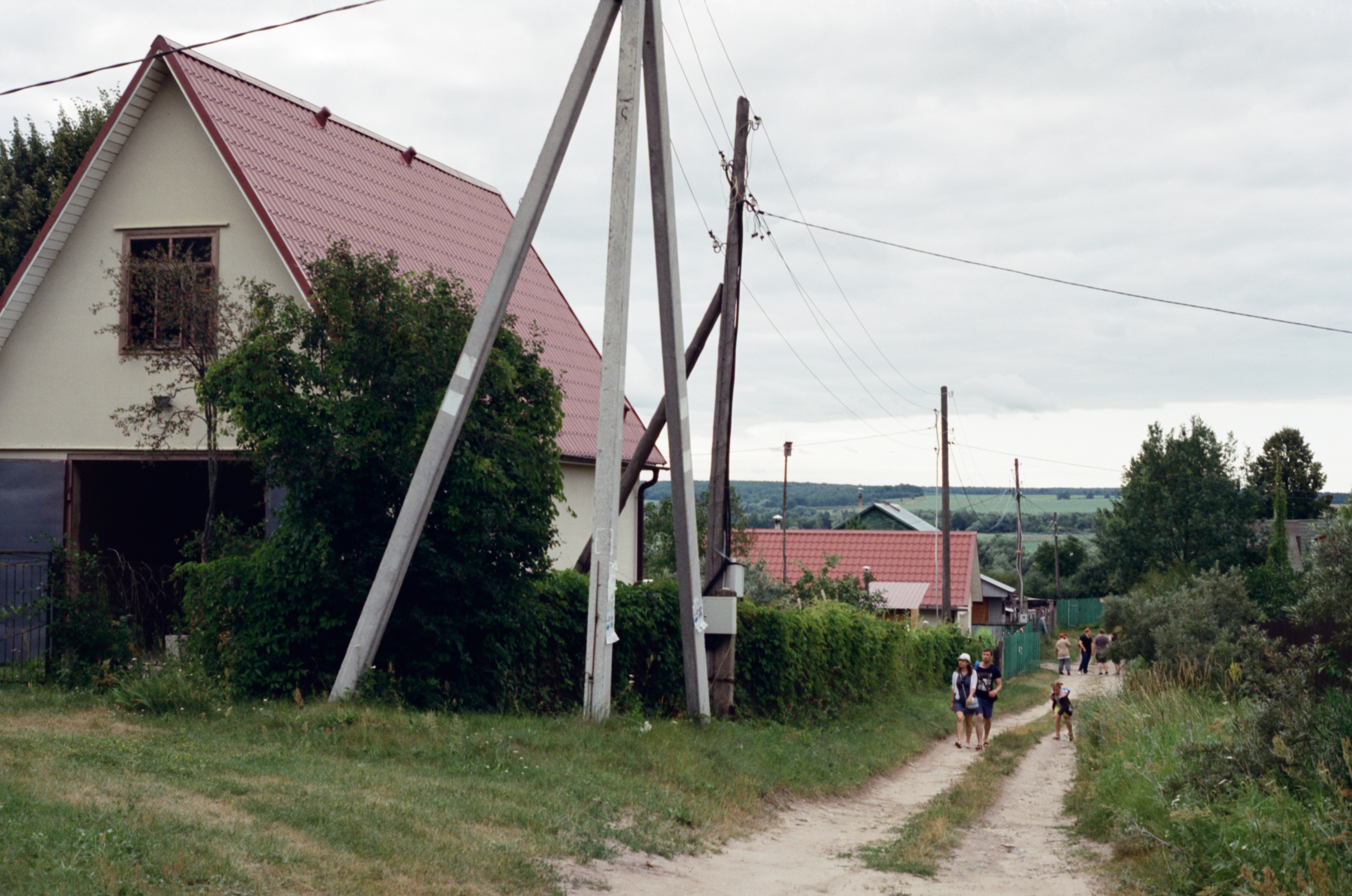
Деревня Трегубово

Ближайшие населённые пункты — село Сосновка и деревня Бебехово.
В деревне находится учебная база МГУ Озёры, основанная в 1999 году. На ней проходят практику студенты-гидрологи 2 курса. Летом на базе устанавливаются армейские палатки для проживания студентов.  

## История
В «Списке населённых мест» 1862 года Притыка — владельческая деревня 1-го стана Зарайского уезда Рязанской губернии между Каширской дорогой и рекой Осётр, в 20 верстах от уездного города, при реке Оке, с 13 дворами и 61 жителем (31 мужчина, 30 женщин).
По данным 1905 года деревня Трегубово, Притыка тож входила в состав Сенницкой волости Зарайского уезда, проживало 264 жителя (122 мужчины, 142 женщины), насчитывалось 34 двора. Местное население занималось рыболовством.
С 1929 года — населённый пункт в составе Луховицкого района Коломенского округа Московской области.
Постановлением президиума ВЦИК от 20 мая 1930 года селение передано Озёрскому району Московской области и включено в Сосновский сельсовет. В начале 1950-х гг. переведено в Сенницкий сельсовет. В период с 1959 по 1969 год, в связи с упразднением Озёрского района, временно входило в состав Коломенского района.
До 1994 года — деревня Сенницкого сельсовета, 1994 — 2006 — Сенницкого сельского округа.

## Население
| 1859 | 1905 | 2002 | 2006 | 2010 | 2015 |
| ---- | ---- | ---- | ---- | ---- | ---- |
| 61   | ↗264 | ↘5   | ↘3   | ↗14  | ↘9   |

## Транспорт
По Оке существует теплоходная линия Коломна - Трегубово, на ней работает теплоход Москва, летом 2021 действует 1 или 2 рейса по разным дням недели. Остановка теплохода в Трегубово называется Притыка.

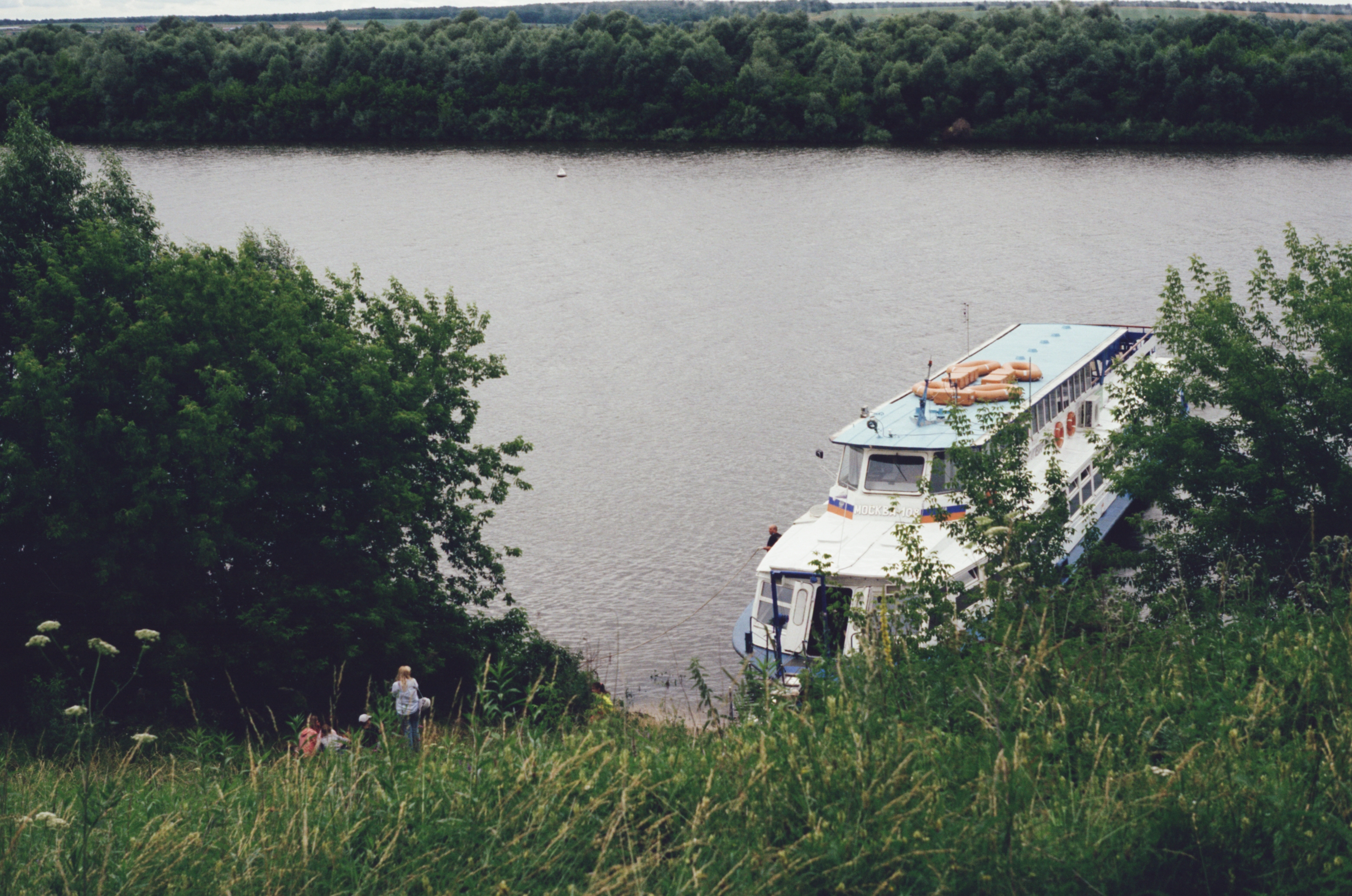
Ока, остановка теплохода Притыка (2021)

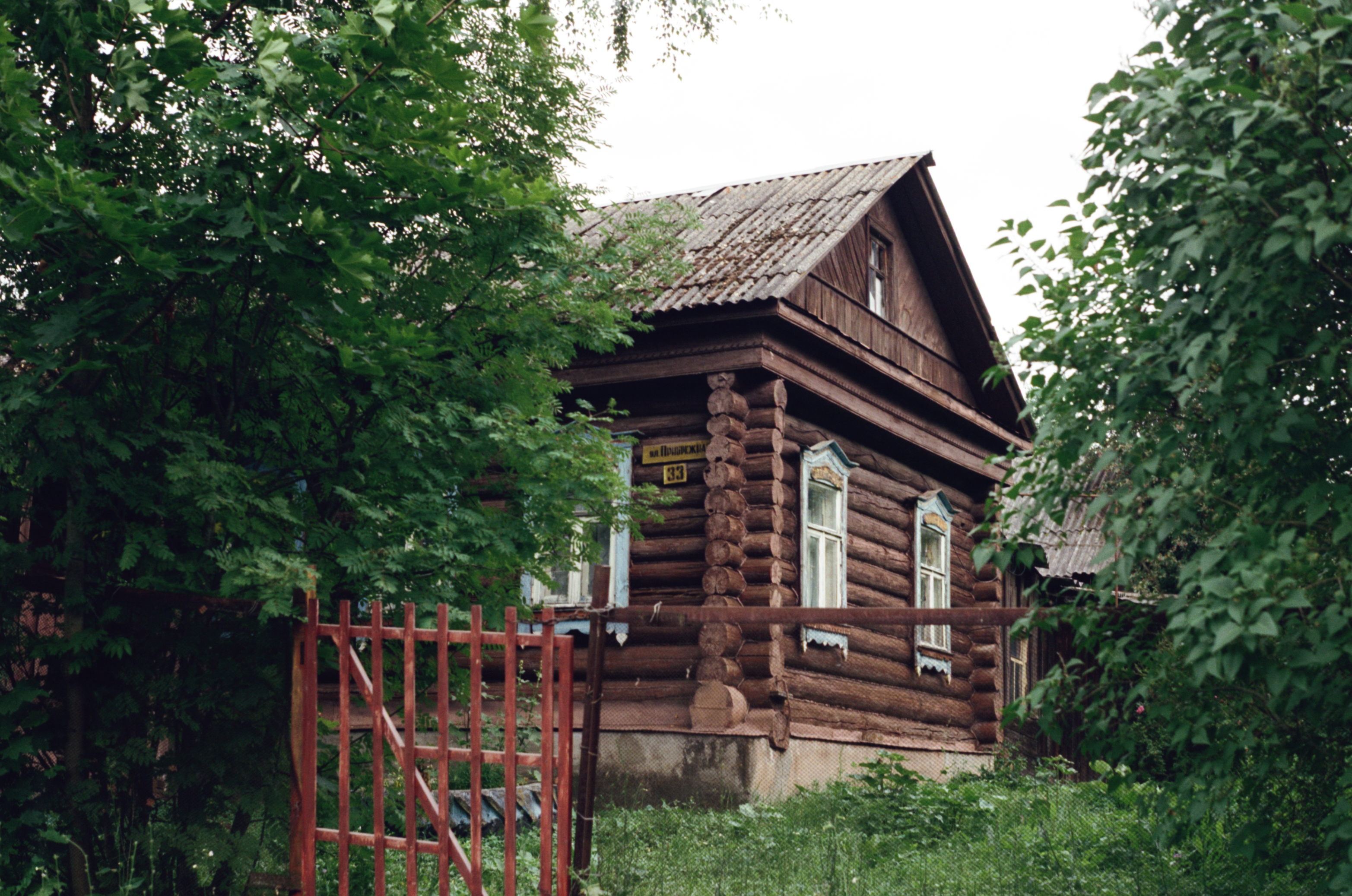
Деревня Трегубово, деревянный дом